# Word 1, 2 (Quedlinburg)

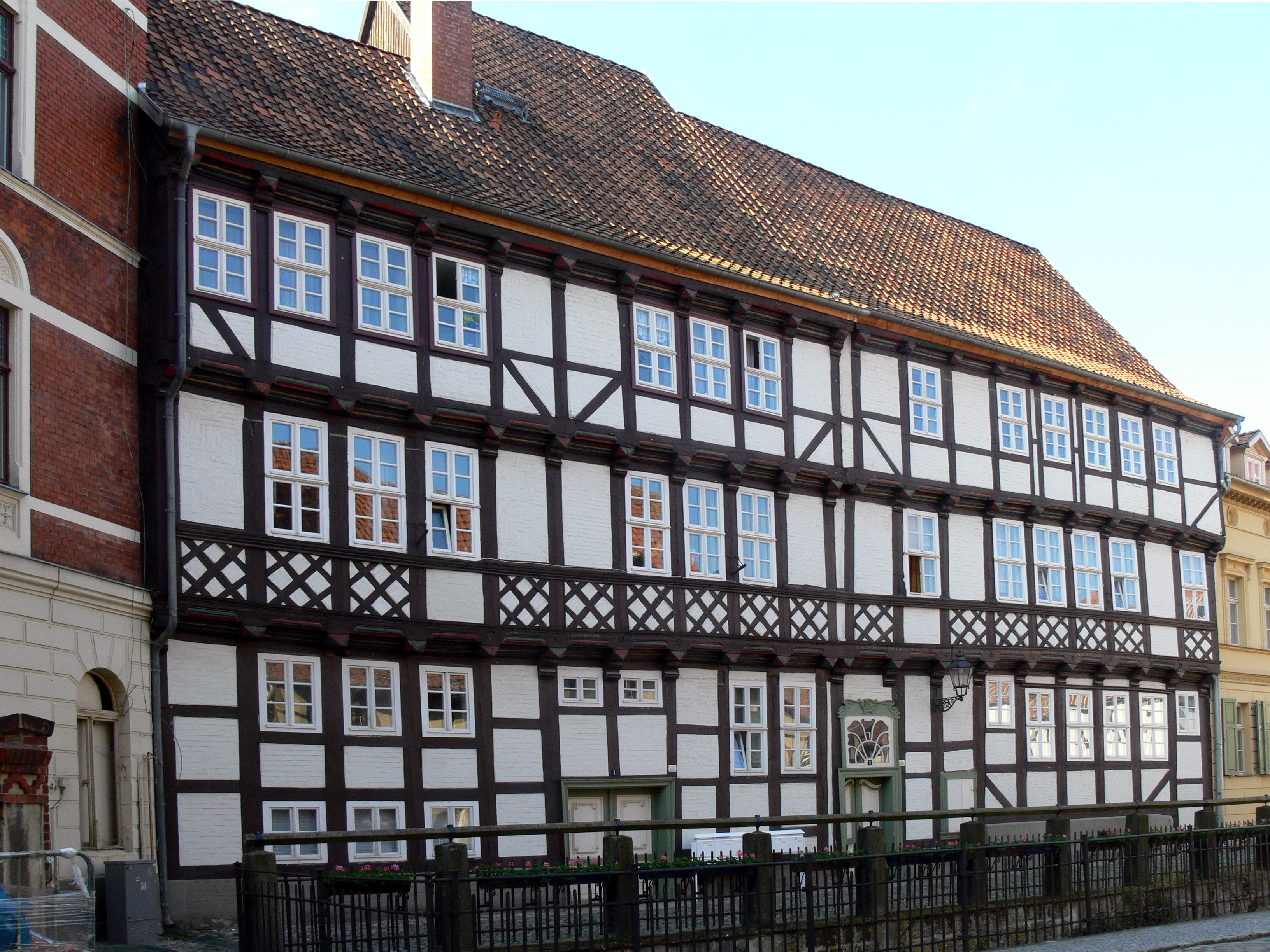
Word 1, 2

Das Haus Word 1, 2 ist ein denkmalgeschütztes Gebäude in der Stadt Quedlinburg in Sachsen-Anhalt.

## Lage
Es befindet sich südlich des Marktes der Stadt. Das Gebäude ist im Quedlinburger Denkmalverzeichnis eingetragen und gehört zum UNESCO-Weltkulturerbe. Westlich des Hauses befindet sich das gleichfalls denkmalgeschützte Gebäude Word 3. Unmittelbar nördlich des Hauses fließt der Mühlengraben.

## Architektur und Geschichte
Das langgezogene dreistöckige Fachwerkhaus wurde 1675 von Hans Rühle, nach einer anderen Schreibweise Hans Reule, errichtet. Die Inschrift HANS REULE ZIMMERMAN ist mit einem Wappen versehen. Bemerkenswert ist die Fachwerkfassade mit für den Quedlinburger Fachwerkbau typischen Erscheinungsformen. So finden sich in vielen Brüstungsfeldern Rautenkreuze. An der Stockschwelle, an der sich auch eine Inschrift befindet, sind Pyramidenbalkenköpfe vorhanden. Eine Tür des Hauses stammt aus dem Jahr 1730 und ist im Stil des Rokoko gestaltet.